# Plantago exigua
Plantago exigua är en grobladsväxtart som beskrevs av Johan Andreas Murray. Plantago exigua ingår i släktet kämpar, och familjen grobladsväxter. Inga underarter finns listade i Catalogue of Life.